# Perica Jelečević
Perica Jelečević (Novo Selo, Bosanski Šamac, 25. veljače 1960.) je hrvatski i bosanskohercegovački političar i liječnik. Bio je zastupnik u Hrvatskom saboru od prosinca 2011. do 2015. iz izborne jedinice dijaspore. Između 2006. i 2011. bio je ministar rada i socijalne politike u Vladi Federacije BiH.

## Životopis
Perica Jelečević rođen je u Novom Selu u općini Bosanski Šamac. Osnovnu školu završio je u rodnom gradu, a gimnaziju u Orašju gdje je maturirao 1978. Na Medicinskom fakultetu u Sarajevu diplomirao je 1984.
Nakon diplomiranja, 1985. zaposlio se kao liječnik u Domu zdravlja u Bosanskom Šamcu. Iduće godine zaposlio se u Domu zdravlja u Zvorniku gdje je ostao do 1989. kada je otišao u Sarajevo. U Sarajevu se zaposlio u Klinici za abdominalnu kirurgiju. U HDZ BiH učlanio se u vrijeme osnivanja 1990. Tijekom rada u Sarajevu završio je postdiplomski studij 1991. na Medicinskom fakultetu u Sarajevu. Specijalizaciju iz opće kirurgije završio je 1993. na Klinici za abdominalnu kirurgiju Kliničkog centra Koševo.
Od 1993. do 1996. Jelečević je radio u Ratnoj bolnici u Tolisi. U ožujku 1996. imenovan je obnašateljem dužnosti ravnatelja Opće bolnice u Orašju, a od 1999. je njezin ravnatelj. Nakon preustroja Opće bolnice u Orašju u Županijsku bolnicu 2002., Jelečević je ostao na položaju ravnatelja. Na toj dužnosti ostao je do kolovoza 2006. Te godine nakon raskola u HDZ-u BiH, Jelečević je postao član izdvojenog HDZ-a 1990 kojemu je na čelu bio Božo Ljubić.
Na općim izborima održanim u listopadu 2006., Jelečević je bio kandidat za zastupnika u Skupštini Županije Posavske. Uspio je dobiti zastupničko mjesto s 604 glasa, no odrekao ga se kako je u ožujku 2007. imenovan ministrom rada i socijalne politike u Vladi Federacije BiH. Od 2006. do 2008. Jelečević je bio predsjednik županijskog odbora HDZ-a 1990 u Županiji Posavskoj. Također je imenovan je članom Gospodarskog i socijalnog vijeća UN-a za Bosnu i Hercegovinu i Fonacije za održivi razvoj "OdRaz". U Vladi Federacije BiH bio je jedan od aktivnijih ministara, no njegovo Ministarstvo bilo je među onima s najnižim postotkom ostvarenog planiranja. Potpredsjednikom HDZ-a 1990 imenovan je 2009.
Na općim izborima održanim u listopadu 2010. Jelečević je bio kandidat za zastupnika u Zastupničkom domu Parlamenta Federacije BiH. Međutim, osvojio je 2065 glasova, što nije bilo dovoljno za dobivanje mandata. Prestao je biti ministar u Vladi Federacije BiH 17. ožujka 2011. nakon što je uspostavljena nova Vlada u kojoj HDZ 1990 nije sudjelovao.
Na hrvatskim parlamentarnim izborima održanim u prosincu 2011. Jelečević je izabran za zastupnika u Hrvatskom saboru na listi HDZ-a. Član je Odbora za rad, mirovinski sustav i socijalno partnerstvo te Odbora za Hrvate izvan Republike Hrvatske. Nakon raskola u HDZ-u 1990. Jelečević je napustio stranku. Svoje napuštanje stranke obrazložio je time da HDZ 1990 pod novim predsjednikom Martinom Ragužem djeluje po nalogu bošnjačkih stranaka u svrhu rušenja Hrvatskog narodnog sabora čime se smanjuje mogućnost službenog Zagreba da djeluje na političke prilike u BiH u cilju postizanja ravnopravnosti Hrvata u BiH.

## Osobni život
Perica Jelečević bio je oženjen Almom Jelečević (r. Borogovac) do 1999. Ima četvero djece. Kćer Anju te sinove Miru, Jasmina i Dinka.